# Волошко Степан Матвійович
Степа́н Матві́йович Воло́шко (* 15 березня 1853, Жовква — † 4 грудня 1928, Варшава), псевдоніми — Відман, Волошка — український актор, співак (тенор), педагог.

## Життєпис
У 1869–1871 навчався в львівській Ставропігійській бурсі. Співу навчався у Ю. Добжського у Варшаві, згодом у вокальних студіях у Парижі (у професора Джованні Сбрільї) та Відні (професор Й. Генсбахер).
Дебютував 1874 у Львові, до 1877 року виступав як актор драми і оперети; згодом був солістом оперних театрів Будапешту, Варшави, Відня, Грацу, Кракова, Львова, Праги, Стокгольма.
Партнерами у Варшаві були О. Мишуга та С. Крушельницька.
Виконував такі партії:
- Хозе — «Кармен» Ж. Бізе,
- Макс — «Чарівний стрілець» К. А. Вебера,
- Радамес — «Аїда» Дж. Верді,
- Альфред — «Травіата» Дж. Верді,
- Турідду — «Сільська честь» П. Масканьї,
- Йонтек — «Галька» С. Монюшко,
- Стефан — «Страшний двір» С. Монюшко,
- Дон Оттавіо — «Дон Жуан» В. Моцарта.

У 1895–1920 роках — викладач співу у Варшаві.